# آدم كلاين (مغني)
آدم كلاين (بالإنجليزية: Adam Klein)‏ هو مغني ومغني أوبرا أمريكي، ولد في 22 يناير 1960 في بورت جفرسون في الولايات المتحدة.